# Lefua costata
 Lefua costata és una espècie de peix de la família dels balitòrids i de l'ordre dels cipriniformes.

## Morfologia
- Els mascles poden assolir 9,8 cm de longitud total.[6][7]

## Hàbitat
És un peix d'aigua dolça i de clima temperat.

## Distribució geogràfica
Es troba a Àsia: est de Rússia, Corea, el nord de la Xina i Mongòlia.